# Količina
Količina ali kvantiteta je lastnost, ki lahko obstaja kot množina ali velikost, ki ponazarja nezveznost in zveznost. Količine lahko primerjamo v smislu "več", "manj" ali "enako" ali z dodelitvijo številske vrednosti, ki je večkratnik merske enote. Masa, čas, razdalja, toplota in kot so med znanimi primeri kvantitativnih lastnosti.
Količina je med osnovnimi razredi stvari skupaj s kakovostjo, snovjo, spremembo in odnosom. Nekatere količine so take po svoji notranji naravi (kot število), druge pa delujejo kot stanja (lastnosti, razsežnosti, atributi) stvari, kot so težko in lahko, dolgo in kratko, široko in ozko, majhno in veliko ali mnogo in malo.
Z izrazom množica označujemo tisto, kar je nezvezno oz. diskretno ter na koncu deljivo na nedeljive stvari, kot npr. vojska, flota, čreda, vlada, družba, stranka, ljudstvo, vojaška posadka, zbor, množica in število; vse to so primeri kolektivnih samostalnikov. Z izrazom velikost označujemo tisto, kar je zvezno in enotno ter je deljivo le na manjše deljive dele, kot npr. snov, masa, energija, tekočina, material – vse to so primeri nekolektivnih samostalnikov.
Poleg analize njene narave in klasifikacije vprašanja količine vključujejo tesno povezane teme, kot so razsežnost, enakost, sorazmerje, merjenje količin, merske enote, število in številski sistemi, vrste števil in njihova medsebojna razmerja kot številska razmerja.